# 西方寺 (横浜市)
西方寺（さいほうじ）は、神奈川県横浜市港北区新羽町にある真言宗の寺院。横浜七福神（恵比寿）、子年観音霊場（旧小机領三十三所観音霊場）第十五番札所、武相不動尊二十八所第九番札所。

## 歴史
建久5年(1190年)に東大寺別当であった勝賢僧正により現在の鎌倉市笹目ヶ谷に創建。後に極楽寺創建の頃、近くへと移る。ところが、鎌倉時代の終焉とともに極楽寺の寺勢は衰退し、明応4年(1495年)に現在の横浜市新羽の地に移り、現在に至る。

## 文化財
国指定重要文化財
- 注大般涅槃経（奈良時代、重要文化財）[3][4]

県指定重要文化財
- 阿弥陀如来坐像（平安時代後期、県指定重要文化財）本尊

横浜市指定有形文化財
- 本堂（享保6年（1721年）、横浜市指定有形文化財）
  - 内陣杉戸十二枚　雲中供養仏画、外陣杉戸八枚十六面　四季花鳥図（享保年間、横浜市指定有形文化財）
- 鐘楼（宝永5年（1708年）、横浜市指定文化財）
- 山門（弘化年間、横浜市指定有形文化財）
- 十一面観音菩薩立像（平安時代後期、横浜市指定有形文化財）

## 参考資料
- 神奈川県文化財名鑑
- 「新羽村 西方寺」『新編武蔵風土記稿』 巻ノ84都筑郡ノ4、内務省地理局、1884年6月。NDLJP:763987/55。
- “西方寺縁起”. 真言宗 西方寺. 2021年5月4日閲覧。